# Sint-Michielskerk (Leuven)
De Sint-Michielskerk van Leuven, in 1940 als monument beschermd, is een barokkerk gelegen aan de Naamsestraat en geldt als een van de zeven wonderen van Leuven.

## Stijl
Deze kerk is een voormalige Jezuïetenkerk ontworpen door pater Willem Hesius en gebouwd in de periode 1650-1671. De voorgevel, synthetisch opgevat, met een sterk beklemtoonde middenpartij, verticaal gebonden door doorlopende kolossale zuilen en pilasters met krachtig geprofileerde vlakken, presenteert zich als belangrijkste architecturaal element van de kerk.
De Il Gesù in Rome van renaissancearchitect Giacomo Barozzi da Vignola stond model voor deze kerk. De gelijkenis van de driebeukige barokkerk met een altaar zou zo frappant zijn dat de voorgevel doorgaat als een altaar buiten de kerk. Het centrale middendeel met gebogen fronton, een balustrade en de beide van gebeeldhouwde kandelaars voorziene klauwstukken met voluten dragen daartoe bij. De plastisch uitgewerkte medaillons, cartouches, voluten, festoenen en guirlandes versterken het beeld van een eeuwigdurige feestelijke hoogmis en tonen een zegevierende kerk.

## Graftombes
Er zijn 3 grafzerken in deze kerk. Achteraan links in de doopkapel ligt het gebeente van Leonardus Lessius. Achteraan rechts ligt een witmarmeren steen van de gezusters Aldegondis en Anna Van Horenbeeck, die voor fondsen voor de bouw van de kerk hebben gezorgd. Vooraan rechts ligt een gebroken zwarte steen waarop vele wapenschilden prijken van de familie Jonker Geeraert van Herckenrode en Anne Christine Coursel.

## Parochiekerk
Ten gevolge van een beslissing van keizer Jozef II van Oostenrijk, werd de orde van de Jezuïeten in de Zuidelijke Nederlanden opgeheven. In Leuven sloot de Jezuïetenkerk haar deuren in 1773. Aangezien de parochie van Sint-Michiel in de Tiensestraat op zoek was naar een nieuwe parochiekerk, viel hun keuze op de gesloten Jezuïetenkerk. De oude Sint-Michielskerk was te vervallen voor verder gebruik. Op 6 juli 1778 vond de plechtige overdracht van relikwieën van de oude Sint-Michielskerk naar de nieuwe plaats. Dit gebeurde in aanwezigheid van de aartsbisschop van Mechelen, Joannes Henricus van Frankenberg.

## Culturele functie
Tot in 2012 werden jaarlijks, van april tot juni in deze kerk het multidisciplinaire cultuurevenement "de twaalf weken van Sint-Michiel" georganiseerd. Het evenement verenigt kunstenaars uit uiteenlopende disciplines zoals beeldhouwkunst, fotografie, grafisch werk, mixed media en schilderkunst. Ook de voorstellingen zijn zeer divers: vocale muziek, dans, taiko, instrumentale muziek, toneel en tal van andere disciplines komen aan bod.
Sinds 2009 staat er ook een messing beeld van Sint-Michiel gemaakt door Ad Wouters.

## Contiusorgel
Na de restauratiewerken die plaatsvonden in 2015-2016, werd de kerk verrijkt met een orgel, het nieuwe Contiusorgel dat in de periode 2010-2016 werd gebouwd en vervolgens werd geplaatst. Op 20 september 2019 werd het orgel plechtig ingespeeld door de nieuwbenoemde titularis, professor David Burn. Er was toen nog maar een klein deel van de pijpen op juiste toonhoogte gebracht, wat in de volgende maanden verder werd afgewerkt.